# Josef Paul Puntigam
Josef Paul Puntigam (* 25. Jänner 1947 in Neusetz, Gemeinde Straden) ist ein ehemaliger österreichischer Brigadier.

## Werdegang
Puntigam absolvierte eine Ausbildung zum landwirtschaftlichen Betriebsleiter, ehe er zum Jägerbataillon 17 nach Straß in Steiermark einrückte. Nach seinem Einsatz als Gruppen- und Kompaniekommandant wurde er Jahrgangskommandant an der Theresianischen Militärakademie und avancierte weiter zum Regiments-, Brigade- und Schulkommandanten. Im Rahmen seiner militärischen Ausbildung absolvierte er Sonderausbildungen unter anderem bei den Special Forces der US-Army oder in Sondereinheiten der Deutschen Bundeswehr im Rahmen des Ausbildungsaustausches. An der Militärakademie unterrichtete er zwischen 1986 und 2004 als Gastlehrer Führungs- und Organisationslehre. Unter seiner Leitung rückten 1998 die ersten Frauen in das Bundesheer ein.
Während des slowenischen Unabhängigkeitskrieges im Juni/Juli 1991 übernahm Puntigam als Kommandant einer regimentsstarken gepanzerten Einsatzgruppe Grenzsicherungsaufgaben im österreichisch-slowenischen Grenzgebiet. Die aus 1600 Mann bestehende Einheit war eine aus ganz Österreich zusammengesetzten „Task Force“ und hatte keinerlei Verluste zu beklagen, obwohl es in unmittelbarer Grenznähe auf slowenischer Seite zu schweren Kampfhandlungen und zu einigen Luftraumverletzungen kam.
Die letzten sechs Jahre war er als Kommandant der Jägerschule tätig, ehe er nach 42 Jahren in den Ruhestand trat. Seither widmet er sich in der Zivilgesellschaft der Ausbildung junger Manager und Führungskräfte. Von 2008 bis 2019 war er außerdem Präsident des Militär Fallschirmspringer Verbund-Ostarrichi.

## Bedeutung
Puntigam war als Chef der Infanterie des österreichischen Bundesheeres für die gesamte Offiziers- und Unteroffiziersausbildung der Infanterie, für die Bergführer-, Schilehrer- und Scharfschützenausbildung sowie für die Erstellung einschlägiger Vorschriften und deren Erprobung verantwortlich. Er zählt zu den wenigen Offizieren, die alle Spezialverwendungen des Bundesheeres vom Fallschirmjäger, Gebirgsjäger, Jagdkommandosoldat bis zum Ausbildungsoffizier für diverse Sonderausbildungen bekleideten.
Als Experte für Führungsausbildung, Leadership, Lehrmethodik, Sonderausbildung, Überlebensfähigkeit und Durchhaltefähigkeit veröffentlichte er mehrere einschlägige Fachaufsätze.
Bei der Präsentation einer Biografie über den ehemaligen Verteidigungsminister Mario Kunasek (FPÖ), die Puntigam als Moderator begleitete, verglich er Kunasek mit Generalfeldmarschall Rommel: Kunasek habe im „Führungsstil eines Generalfeldmarschalls Rommel genau das Richtige gemacht, besser kann man es nicht machen“.

## Veröffentlichungen
- „Vom Plattensee bis zur Mur: die Kämpfe 1945 im Dreiländereck“, Verlag Hannes Krois, Feldbach 1993

## Auszeichnungen und Ehrenzeichen (Auszug)
- 2006: Goldenes Ehrenzeichen für Verdienste um die Republik Österreich[6]